# Lecanographa lynceoides
Lecanographa lynceoides är en lavart som först beskrevs av Johannes Müller Argoviensis, och fick sitt nu gällande namn av Egea & Torrente. Lecanographa lynceoides ingår i släktet Lecanographa och familjen Roccellaceae.   Inga underarter finns listade i Catalogue of Life.